# Marie-Claude Beaud

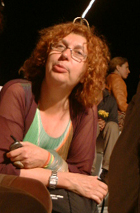
Marie-Claude Beaud, 2001

Marie-Claude Anne Raymonde Beaud (* am 22. Februar 1946 in Besançon; † am 29. Dezember 2024 in Toulon) war eine französische Kuratorin und Museumsleiterin in Frankreich, Luxemburg und Monaco.

## Leben
Marie-Claude Beaud wurde als Tochter von Eltern geboren, die beide Anwälte waren, und wuchs in Besançon auf.
Sie studierte von 1963 bis 1968 an der Universität der Franche-Comté in Besançon, wo sie ein Diplom in Kunstgeschichte und Archäologie erwarb. In diesen Jahren lernte sie den Kunsthistoriker Maurice Besset kennen, der sie davon überzeugte, ihr Studium auf die Geschichte der modernen und zeitgenössischen Kunst auszurichten, bevor sie in Grenoble ein Diplôme d’études approfondies absolvierte.
Nach Abschluss ihres Studiums wurde sie an der Seite von Maurice Besset zur stellvertretenden Kuratorin am Musée de Grenoble ernannt. Parallel dazu lehrte sie an der Universität Grenoble. 1975 wurde sie kommissarische Direktorin des Museums von Grenoble, eine Position, die sie bis 1978 innehatte. Damals nahm sie Comics in die Sammlungen des Museums auf – eine revolutionäre Haltung. Die Direktion der Musées de France forderte sie auf, „ernsthafte Ankäufe zu tätigen“.
Von 1978 bis 1984 war sie Konservatorin des Museums von Toulon, wo sie die Sammlungen der Archäologie und der Schönen Künste mit Künstlern neu interpretierte. Dort baute sie mit Hilfe von Künstlern und Lehrern eine Bildungsabteilung auf, die in Schulen und Gymnasien aktiv war. Parallel dazu unterrichtete sie an der Kunst- und Architekturschule in Marseille sowie an der Universität Aix-Marseille.
1984 wurde sie Gründungsdirektorin der Fondation Cartier, wo sie Künstlerresidenzen einrichtete, ein Programm mit Live-Aufführungen präsentierte und thematische Ausstellungen organisierte, wie die Ausstellung 1990 über die Verbindungen zwischen Andy Warhol und The Velvet Underground. Mitte der 1980er Jahre arbeitete sie mit dem Architekten Jean Nouvel an der Unterbringung der Stiftung in einem neuen Gebäude am Boulevard Raspail, das 1994 eröffnet wurde.
1994 wurde sie Generaldirektorin des American Center in Paris, wo sie zwei Jahre lang blieb, bis die Einrichtung geschlossen wurde.
1997 wurde sie zur Direktorin der Museen der Union centrale des Arts décoratifs (UCAD) ernannt, die das Musée des Arts décoratifs (Paris), das Museum Nissim de Camondo, das Musée de la Mode et du Textile sowie das Musée de la Publicité vereint.
Im Jahr 2000 wurde sie Direktorin des Musée d’Art Moderne Grand-Duc Jean (Mudam) in Luxemburg. Das Mudam, dessen Gebäude von Ieoh Ming Pei entworfen wurde, öffnete seine Türen im Juli 2006 mit der Ausstellung Eldorado. Mit einer von dem Künstler Claude Closky gestalteten Website, die unter anderem ein Magazin und eine Galerie mit Werken der digitalen Kunst enthält, hat sie das Museum virtuell belebt.
2003 kuratierte sie für Luxemburg die Biennale von Venedig und wählte die luxemburgische Künstlerin Su-Mei Tse aus, die den Goldenen Löwen gewann.
2005 bat Prinzessin Caroline von Hannover Marie-Claude Beaud, die künstlerische Leitung des Prix International d'Art Contemporain der Fondation Prince Pierre de Monaco zu übernehmen.
Zwischen 2009 und 2021 leitete Marie-Claude Beaud das Neue Nationalmuseum in Monaco, das aus der Villa Paloma und der Villa Sauber besteht.

## Auszeichnungen
- 1986: Ritter des französischen Ordre des Arts et des Lettres
- 2008: Offizier des luxemburgischen Militär- und Zivildienst-Ordens Adolphs von Nassau[8]
- 2012: Komtur des luxemburgischen Ordens der Eichenkrone
- 2015: Ritter der Ehrenlegion[9]
- 2021: Komtur des Kulturverdienstorden (Monaco)